# Paysage culturel du café de la Colombie
Le paysage culturel du café de la Colombie est « un paysage productif continu et durable » consistant en une série de six sites et de dix-huit centres urbains. Intégré au patrimoine mondial de l'UNESCO en 2011, il est le reflet de la tradition de la culture du café en Colombie.

## Municipalités du PCC
Le paysage culturel du café de la Colombie est composé de 47 municipalités et de 411 veredas des départements du Caldas, du Quindío, du Risaralda et du Valle del Cauca.
Ces municipalités sont :
- pour le Caldas: Aguadas, Anserma, Aranzazu, Belalcázar, Chinchiná, Filadelfia, La Merced, Manizales, Neira, Pácora, Palestina, Riosucio, Risaralda, Salamina, San José, Supía et Villamaría.

- pour le Quindío: Armenia, Buenavista, Calarcá, Circasia, Córdoba, Filandia, Génova, Montenegro, Pijao, Quimbaya et Salento.

- pour le Risaralda: Apía, Balboa, Belén de Umbría, Guática, La Celia, Marsella,Pereira, Quinchía, Santa Rosa de Cabal et Santuario.

- pour le Valle del Cauca: Alcalá, Ansermanuevo, Caicedonia, El Águila, El Cairo, Riofrío, Sevilla, Trujillo et Ulloa.